# Lucynów (przystanek kolejowy)
Lucynów – przystanek kolejowy Polskich Kolei Państwowych obsługiwana przez Koleje Mazowieckie. Stacja znajduje się we wsi Lucynów, w gminie Wyszków, w powiecie wyszkowskim, w województwie mazowieckim, w Polsce.

## Ruch pasażerski
| Rok  | Wymiana pasażerska na dobę |
| ---- | -------------------------- |
| 2017 | 10-19                      |
| 2022 | 20-49                      |

## Połączenia
- Tłuszcz
- Ostrołęka
- Wyszków